# Hanyō no Yashahime
Yashahime: Princesas Meio-Youkai (半妖の夜叉姫, Hanyō no Yashahime) é uma série de anime japonesa produzida pela Sunrise e um spin-off da série de anime Inuyasha, baseada na série original de mangá escrita e ilustrada por Rumiko Takahashi. É a história de Towa Higurashi e Setsuna, as filhas gêmeas de Sesshomaru, e a filha adolescente de Inuyasha e Kagome Higurashi, Moroha. A série estreou em outubro de 2020.
A Viz Media licenciou a série para territórios da América Latina e da América do Norte, enquanto a Medialink licenciou para territórios do Sudeste Asiático. No Brasil, o anime está disponível nas plataformas de streaming Crunchyroll, HBO Max e Pluto TV através do canal Pluto TV Anime e já foi exibido na televisão por assinatura pelos canais Warner Channel e Adult Swim (Brasil).

## Enredo
Muitos anos depois dos eventos de Inuyasha, a filha de Sesshōmaru de quatro anos, Towa, é separada de sua irmã gêmea mais nova, Setsuna, e fica presa na era moderna, onde é adotada pela família de Kagome Higurashi, criada por seu irmão mais novo Sota.
Dez anos depois, Towa se reencontra com Setsuna, que chegou aos tempos modernos através do poder da Árvore das Idades. Durante a separação, Setsuna se tornou uma caçadora de demônios trabalhando sob Kohaku e não se lembra de seu passado. Para resgatar as memórias de Setsuna, eles embarcam em uma aventura acompanhados de sua prima Moroha, que é filha adolescente de Inuyasha e Kagome Higurashi e também não tem memória de seus pais.

## Elenco
- Sara Matsumoto (Japonês) e Raissa Bueno (Português) como Towa Higurashi.[4][5]
- Mikako Komatsu (Japonês) e Bruna Nogueira(Português) como Setsuna.[4][5]
- Azusa Tadokoro (Japonês) e Amanda Tavares (Português) como Moroha.[4][5]
- Ryōhei Kimura (Japonês) e Francisco Freitas (Português) como Kohaku.[4][5]
- Takehiro Urao / Larissa Takeda Tago (infancia) (Japonês) como Hisui[6]
- Takeshi Koyama como Jyūbei
- Ai Fairouz como Takechiyo[6]
- Takumi Yamazaki (Japonês) e Rogério Ferreira (Português) como Yotsume.[4][5]
- Junya Enoki como Sōta Higurashi
- Haruka Terui como Mei Higurashi
- Eriko Matsui como Moe Higurashi
- Aya Gomazaru como Kin'u
- Hitomi Ueda como Gyokuto
- Toa Yukinari como Kyūki
- Yoshimasa Hosoya como Kirin Osamu/Kirinmaru
- Jun Fukuyama como Riku
- Yuko Sampei como Jakotsumaru
- Taro Kiuchi como Tokotsu

## Episódios
| Temporada | Temporada | Episódios | Episódios | Originalmente exibido | Originalmente exibido |
| Temporada | Temporada | Episódios | Episódios | Estreia da temporada  | Final da temporada    |
| --------- | --------- | --------- | --------- | --------------------- | --------------------- |
|           | 1         | 24        | 24        | 3 de outubro de 2020  | 20 de março de 2021   |
|           | 2         | 24        | 24        | 2 de outubro de 2021  | 26 de março de 2022   |

### Temporada 1 (2020)
| N.º na série | N.º na temp. | Título                                                                                                  | Dirigido por            | Escrito por                       | Exibição original       |
| ------------ | ------------ | --- | ----------------------- | --------------------------------- | ----------------------- |
| 1            | 1            | "Inuyasha: Desde Então" "Are kara no Inuyasha" (あれからの犬夜叉)"                                      | Teruo Sato              | Katsuyuki Sumisawa                | 3 de outubro de 2020    |
| 2            | 2            | "As Três Princesas" "Sanbiki no Hime" (三匹の姫)"                                                       | Katsuya Oshima          | Katsuyuki Sumisawa                | 10 de outubro de 2020   |
| 3            | 3            | "A Borboleta dos Sonhos" "Yume no Kochō" (夢の胡蝶)"                                                    | Imgahi                  | Katsuyuki Sumisawa                | 17 de outubro de 2020   |
| 4            | 4            | "Portal para o Passado" "Kako e no Tobira" (過去への扉)"                                                | Ryuta Kawahara          | Katsuyuki Sumisawa                | 24 de outubro de 2020   |
| 5            | 5            | "Jakotsumaru do Palácio de Ossos Vermelhos" "Aka Hone Goten no Jakotsumaru" (赤骨御殿の若骨丸)"         | Sota Yokote             | Katsuyuki Sumisawa                | 31 de outubro de 2020   |
| 6            | 6            | "O Gato Juan do Templo Antigo" "Furudera no Neko Juan" (古寺の猫寿庵)"                                  | Yuki Morita             | Katsuhiko Chiba                   | 7 de novembro de 2020   |
| 7            | 7            | "Encontro Através da Maçã" "Ringo no Deai" (林檎の出会い)"                                              | Yuki Morita             | Katsuyuki Sumisawa                | 14 de novembro de 2020  |
| 8            | 8            | "A Armadilha do Sonhador" "Yume Hiraki no Wana" (夢ひらきの罠)"                                         | Megumi Yamamoto         | Katsuyuki Sumisawa                | 21 de novembro de 2020  |
| 9            | 9            | "Meifuku, o Meioju" "Meiōjū no Meifuku" (冥王獣の冥福)"                                                 | Mariachi HugYuk         | Katsuhiko Chiba                   | 28 de novembro de 2020  |
| 10           | 10           | " As Pérolas Prateada e Dourada do Arco-Íris" "Kin to Gin no Nijiiro Shinju" (金と銀の虹色真珠)"        | ASA                     | Junki Takegami                    | 5 de dezembro de 2020   |
| 11           | 11           | "A Maldição da Lagoa Canibal " "Hito Kui-numa no Noroi" (人喰い沼の呪い)"                               | Ayumu Ono               | Hiroko Kanasugi                   | 12 de dezembro de 2020  |
| 12           | 12           | "Noite de Lua Nova e a Towa de Cabelos Negros " "Saku no Yoru, Kurokami no Towa"" (朔の夜、黒髪のとわ)" | Yōji Satō Kento Matsui  | Junki Takegami Katsuyuki Sumisawa | 19 de dezembro de 2020  |
| 13           | 13           | "Os Deliciosos Monges Feudais " "Sengoku Oishii Hōshi" (戦国おいしい法師)"                              | Kento Nakagomi          | Katsuhiko Chiba                   | 26 de dezembro de 2020  |
| 14           | 14           | "O Culpado do Incêndio Florestal " "Mori o Yaita Kuromaku" (森を焼いた黒幕)"                            | Ryō Kodama              | Hiroko Kanasugi                   | 9 de janeiro de 2021    |
| 15           | 15           | "Despedida Sob o Eclipse Lunar " "Gesshoku, Unmei no Sekibetsu" (月蝕、運命の惜別)"                     | Akira Toba              | Katsuyuki Sumisawa                | 16 de janeiro de 2021   |
| 16           | 16           | "Moroha de Dois Gumes" "Moroha no Yaiba" (もろはの刃)"                                                  | Ryūta Kawahara          | Katsuyuki Sumisawa                | 23 de janeiro de 2021   |
| 17           | 17           | "A Armadilha das Duas Ameaças " "Ni Kyō no Wana" (二凶の罠)"                                            | Sayaka Oda              | Katsuhiko Chiba                   | 30 de janeiro de 2021   |
| 18           | 18           | "Sesshomaru e Kirinmaru" "Sesshōmaru to Kirinmaru" (殺生丸と麒麟丸)"                                    | Akira Toba              | Katsuhiko Chiba                   | 6 de fevereiro de 2021  |
| 19           | 19           | "Caçada à Beniyasha da Princesa Aiya" "Aiya Hime no Beniyasha Taiji" (愛矢姫の紅夜叉退治)"              | Akira Toba Kento Matsui | Hiroko Kanasugi                   | 13 de fevereiro de 2021 |
| 20           | 20           | "A Vila Secreta dos Meio-Youkais" "Han'yō no Kakurezato" (半妖の隠れ里)"                                | Kento Nakagomi          | Katsuhiko Chiba                   | 20 de fevereiro de 2021 |
| 21           | 21           | "O Segredo das Pérolas do Arco-íris" "Nijiiro Shinju no Himitsu" (虹色真珠の秘密)"                      | Katsuya Ōshima          | Katsuyuki Sumisawa                | 27 de fevereiro de 2021 |
| 22           | 22           | "O Selo Roubado" "Ubawareta Fūin" (奪われた封印)"                                                       | Ayumu Ono               | Katsuyuki Sumisawa                | 6 de março de 2021      |
| 23           | 23           | "As Três Princesas Contra-Atacam" "Sanhime no Gyakushū" (三姫の逆襲)"                                   | Teruo Satō              | Katsuyuki Sumisawa                | 13 de março de 2021     |
| 24           | 24           | "As Filhas de Sesshomaru" "Sesshōmaru no Musume de Aru to Iu Koto" (殺生丸の娘であるということ)"        | Teruo Satō              | Katsuyuki Sumisawa                | 20 de março de 2021     |

### Temporada 2 (2021)
| N.º na série | N.º na temp. | Título                                                                                        | Dirigido por                                     | Escrito por        | Exibição original       |
| ------------ | ------------ | --------------------------------------------------------------------------------------------- | ------------------------------------------------ | ------------------ | ----------------------- |
| 25           | 1            | "Empunhando a Tenseiga "Tenseiga o Motsu to Iu Koto" (天生牙を持つということ)"                | Akira Toba                                       | Katsuyuki Sumisawa | 2 de outubro de 2021    |
| 26           | 2            | "Espírito Demoníaco do Mar" "Umi no Yōrei" (海の妖霊)"                                        | Hiroko Kanasugi                                  | Kento Nakagomi     | 9 de outubro de 2021    |
| 27           | 3            | "A Maldição da Escama Prateada" "Girin no Noroi" (銀鱗の呪い)"                                | Katsuya Ōshima                                   | Katsuyuki Sumisawa | 16 de outubro de 2021   |
| 28           | 4            | "A Barreira do Monte Musubi" "Musubi Yama no Kekkai" (産霊山の結界)"                          | Mitsuhiro Yoneda                                 | Katsuyuki Sumisawa | 23 de outubro de 2021   |
| 29           | 5            | "A Menina Chamada Rion" "Rion to Iu Na no Shōjo" (りおんという名の少女)"                      | Ayumu Ono                                        | Katsuyuki Sumisawa | 30 de outubro de 2021   |
| 30           | 6            | "Hisui, o Exterminador de Youkais" "Taijiya Hisui" (退治屋翡翠)"                              | Takashi Mamezuka                                 | Hiroko Kanasugi    | 5 de novembro de 2021   |
| 31           | 7            | "O Apelo de Takechiyo" "Takechiyo no Irai" (竹千代の依頼)"                                    | Akira Toba                                       | Katsuyuki Sumisawa | 13 de novembro de 2021  |
| 32           | 8            | "A Minigaláxia de Nanahoshi" "Nanahoshi no Shōginga" (七星の小銀河)"                          | Kento Nakagomi                                   | Katsuyuki Sumisawa | 20 de novembro de 2021  |
| 33           | 9            | "Mayonaka, o visitante" "Mayonaka no Hōmonsha" (魔夜中の訪問者)"                              | Hidekazu Hara                                    | Katsuyuki Sumisawa | 27 de novembro de 2021  |
| 34           | 10           | "Batalha na Lua Nova (Parte 1)" "Kessen no Saku (Zenpen)" (決戦の朔（前編)"                   | Hidekazu Hara                                    | Katsuyuki Sumisawa | 4 de dezembro de 2021   |
| 35           | 11           | "Batalha na Lua Nova (Parte 2)" "Kessen no Saku (Kōhen)" (決戦の朔（後編)"                    | Takashi Mamezuka                                 | Katsuyuki Sumisawa | 11 de dezembro de 2021  |
| 36           | 12           | "(Sem) Lugar para Towa" "Eien ni Nai Basho" (永遠にない場所)"                                 | Katsuya Ōshima                                   | Katsuyuki Sumisawa | 18 de dezembro de 2021  |
| 37           | 13           | "O Desejo de Zero" "Zero no Omoi" (是露の想い)"                                               | Mitsuhiro Yoneda                                 | Katsuyuki Sumisawa | 25 de dezembro de 2021  |
| 38           | 14           | "Kirinmaru do Crepúsculo" "Shinonome no Kirinmaru" (東雲の麒麟丸)"                            | Ayumu Ono                                        | Katsuyuki Sumisawa | 8 de janeiro de 2022    |
| 39           | 15           | "A família de Moroha se reúne novamente" "Oyako no Saikai" (親子の再会)"                      | Akira Toba                                       | Katsuyuki Sumisawa | 15 de janeiro de 2022   |
| 40           | 16           | "A fuga das 3 princesas" "Sanki no Dasshutsu" (三姫の脱出)"                                   | Kento Nakagomi                                   | Katsuyuki Sumisawa | 22 de janeiro de 2022   |
| 41           | 17           | "O cata-vento do Akuru" "Akuru no Kazaguruma" (阿久留のかざぐるま)"                           | Naoki Kotani                                     | Katsuyuki Sumisawa | 29 de janeiro de 2022   |
| 42           | 18           | "O cata-vento entra em colapso" "Hōkai Suru Toki no Kazaguruma" (崩壊する時の風車)"           | Akira Toba                                       | Katsuyuki Sumisawa | 5 de fevereiro de 2022  |
| 43           | 19           | "O Apagão" "Anten no Sutēji" (暗転の舞台)"                                                    | Mitsuhiro Yoneda                                 | Katsuyuki Sumisawa | 12 de fevereiro de 2022 |
| 44           | 20           | "Quando o Cometa Sombrio cai" "Yōreisei ga Ochiru Toki" (妖霊星が墜ちる時))"                  | Takashi Mamezuka                                 | Katsuyuki Sumisawa | 26 de fevereiro de 2022 |
| 45           | 21           | "A Aparição e Conquista de Osamu Kirin" "Kirin Osamu no Ayakashi Seibatsu" (希林理の妖征伐))" | Katsuya Oshima                                   | Katsuyuki Sumisawa | 5 de março de 2022      |
| 46           | 22           | "A Borboleta Sombria do Desespero" "Zetsubō no Yōrei Chō" (絶望の妖霊蝶))"                    | Ayumu Ono                                        | Katsuyuki Sumisawa | 12 de março de 2022     |
| 47           | 23           | "Pai e filha" "Chichi to Ko to" (父と娘と)"                                                   | Masakazu Hishida                                 | Katsuyuki Sumisawa | 19 de março de 2022     |
| 48           | 24           | "Um futuro sem fim" "Towa ni Tsuzuku Mirai" (永遠に続く未来)"                                 | Mitsuhiro Yoneda Takashi Mamezuka Ken'ichi Domon | Katsuyuki Sumisawa | 26 de março de 2022     |

## Lançamento
A série foi anunciada pela primeira vez em maio de 2020. Ele estreou em 3 de outubro de 2020 na Yomiuri TV e Nippon TV. A série é produzida pela Sunrise, dirigida por Teruo Sato com desenhos de personagens principais pelo criador original de Inuyasha, Rumiko Takahashi. A equipe de Inuyasha voltou, com Katsuyuki Sumisawa encarregado dos roteiros, Yoshihito Hishinuma encarregado dos desenhos dos personagens do anime e Kaoru Wada compondo a música. O tema de abertura "New Era" é interpretado pelo grupo masculino SixTONES, enquanto o tema de encerramento da série "Break" é interpretado por Uru.
A Viz Media anunciou os direitos de streaming digital, EST e lançamento de home video da série para os territórios da América do Norte e da América Latina. A Medialink também anunciou que detém os direitos da série em territórios do sudeste asiático. A Viz Media transmite a série pelo Crunchyroll, Funimation e Hulu. Em novrmbro de 2020, a Crunchyroll anunciou uma parceria com a Viz Media para lançar uma dublagem em português da série, onde começou a transmitir a versão em 27 de novembro de 2020, sob direção do estúdio Marmac.

## Recepção
Em sua estreia conseguiu alcançar a quarta posição de anime mais assistido do japão, com uma audiência de 5,3% na televisão japonesa. Os cinco primeiros episódios de Yashahime estiveram entre os 10 animes mais assistidos do Japão. Na estreia da 2 temporada, Yashahime ficou na quarta posição de anime mais assistido da televisão japonesa, com uma audiência de 3,9%